# Agelena sangzhiensis
Agelena sangzhiensis là một loài nhện trong họ Agelenidae.
Loài này thuộc chi Agelena. Agelena sangzhiensis được Jia-Fu Wang miêu tả năm 1991.